# Watanabeaceae
Watanabeales, red zelenih algi, dio razreda Trebouxiophyceae. Jedina porodica u njemu je Watanabeaceae koja se sastoji se od 10 rodova s 53 vrste. I red i porodica opisane su 2021

## Rodovi
1. Calidiella Darienko & Pröschold 4
2. Chloroidium Nadson 10
3. Jaagichlorella Reisigl 9
4. Kalinella J.Neustupa, Y.Nemcova, M.Eliás & P.Skaloud 4
5. Massjukichlorella Darienko & Pröschold 3
6. Mysteriochloris H.Y.Song, Y.X.Hu, H.Zhu, Q.H.Wang, G.X.Liu & Z.Y.Hu 1
7. Phyllosiphon J.G.Kühn 9
8. Polulichloris H.Y.Song, Q.Zhang, G.X.Liu & Z.Y.Hu 4
9. Viridiella P.Albertano, A.Pollio & R.Taddei 1
10. Watanabea N.Hanagata, I.Karube, M.Chihara & P.C.Silva 8